# 斯圖爾特維爾 (明尼蘇達州)
斯圖爾特維爾（英語：Stewartville）是一個位於美國明尼蘇達州奧姆斯特德縣的城市。

## 歷史
斯圖爾特維爾於1850年成立，得名自其創辦人查爾斯·斯圖爾特（Charles Stewart）。斯圖爾特維爾的郵局自1858年起營運至今。

## 人口
根據2020年美國人口普查的數據，斯圖爾特維爾的面積為8.38平方千米，皆為陸地。當地共有人口6687人，而人口密度為每平方千米798人。